# Girra
Girra (dGIS.BAR) ist der babylonische Feuergott. Er zählt, wie Erra und Anu, zu den Göttern der Nacht (DINGIR.MEŠ šá GI6-ti DINGIR), die am Himmel stehen, wenn Šamaš und Sin untergegangen sind. Er ist der Sohn Anus.

## Beinamen
Er wird als der "wilde Girra" (CBS 574, 12) oder der "wilde Krieger" (BM 78962, 16) bezeichnet.

## Funktion
Girra wird regelmäßig in exorzistischen Texten angerufen und schützt gegen Zauber, wie auch Nusku oder Šamaš. Girra ist das Licht der Menschheit (BM 78962, 33). Girra wandelt zusammen mit Asalluḫi, dem Exorzisten der Götter, er wird auch oft zusammen mit diesem angerufen. Es gab spezifische Anrufungen Girras, wie én libli dgirra.

## Literarische Zeugnisse
Im Erra-Epos soll Girra die Waffen Marduks reinigen.
Das schlecht erhaltene Epos von Girra und Elamatum (BM 78962, vermutlich aus Dēr) berichtet, wie Enlil den Feuergott nach seinem Sieg über Elamatum, der Frau aus Elam, die Hungersnöte und Unfruchtbarkeit des Viehs verursacht hatte, zu höherem Rang erhebt. Er soll vor seinen Brüdern essen und trinken dürfen. Girra hatte Elanatum getötet, und Enlil versetzte ihren Körper an den Himmel. Es ist unklar, um welches Sternbild es sich dabei handelt.

## Gleichsetzungen
In späterer Zeit wird Girra, wie Anu mit Mars (mulma-ak-ru-u) gleichgesetzt.